# 제2차 세계 대전 기간의 울름 폭격
제2차 세계 대전 기간의 울름 폭격에 관한 내용이다.
독일 바덴뷔르템베르크주의 울름시는 제2차 세계 대전이 끝나갈 무렵 폭격을 받았다. 1944년 12월 17일에 있었던 첫 번째이자 가장 강력한 습격으로 707명이 사망하고 613명이 부상당했으며 25,000명이 집을 잃었다. 두 개의 대형 트럭 공장인 마지루스도이츠(Magirus-Deutz)와 케스보러(Kässbohrer)가 주요 목표였다. 다른 여러 중요한 산업과 일부 독일 국방군 막사 및 창고가있었다.
25분 동안의 공습 동안 317대의 아브로 랭커스터 폭격기와 13대의 드 하빌랜드 모스키토 경폭격기가 도심(Münsterplatz)에서 시작하여 산업 및 철도 지역을 가로질러 서쪽으로 천천히 이동하면서 총 1,449톤의 폭탄을 투하했다. 파괴된 14개 시설 중에는 갈비츠 병영(Gallwitz Barracks)과 여러 군병원도 포함되었다. 도시의 역사적인 울름 대성당(Ulm Minster church)은 약간의 피해만 입었다. 두 명의 랭커스터가 손실되었다.
이후 1945년 3월 1일과 4월 19일에 영국과 미국 항공기의 공습으로 총 632명이 사망했다. 전쟁이 끝날 무렵 도심의 80%가 파괴되었다. 12,756채의 건물 중 1,763채만이 그대로 남아있다.